# Cristina Roldão
Cristina Maria Pinto Roldão, conocida como Cristina Roldão (Tires, 1980), es una socióloga e investigadora portuguesa, reconocida por su trabajo de activismo social, antirracista y feminista, que ha centrado su carrera en el estudio de cuestiones relacionadas con los afrodescendientes, la exclusión y las desigualdades en la educación, la juventud y las políticas de realojo.

## Trayectoria
Roldão es hija de caboverdianos y nació en 1987 en Tires, un barrio del municipio de Cascais construido en la década de 1980 para recibir a los retornados de las antiguas colonias y familias de Cabo Verde.
Realizó sus estudios en Portugal. Se enfocó en el estudio de la sociología y las desigualdades raciales, cursando sociología de la educación y doctorada en sociología por el ISCTE - Instituto Universitario de Lisboa.
Ha sido profesora invitada en la Escuela Superior de Educación del Instituto Politécnico de Santarém, investigadora en el CIES - Centro de Investigación en Estudios de Sociología del ISCTE y miembro coordinador de la sección temática Clases, Desigualdades y Políticas Públicas de la revista de la Asociación Portuguesa de sociología. Es profesora de la Escola Superior de Educação de Setúbal e investigadora en el Centro de Investigação e Estudos de Sociologia (CIES).
A lo largo de su carrera, ha trabajado para incluir a los afrodescendientes en la agenda académica y pública del sistema educativo.  Es defensora de la creación de una política de cuotas que otorgue a los jóvenes afrodescendientes y sus comunidades una mayor capacidad de defensa de sus derechos, la posibilidad de la movilidad social y una participación equitativa en la sociedad portuguesa.
Además, ha sido una voz activa a favor de la recopilación de datos estadísticos étnico-raciales que permitan el estudio del racismo y la exclusión. Formó parte del grupo de trabajo designado en 2018 por el Gobierno de Portugal para estudiar la posibilidad de encuestar este tipo de datos en el censo de 2021 de la población portuguesa. A pesar de la opinión favorable del grupo, el gobierno decidió no proceder con esta cuestión.
En septiembre de 2016, participó en el podcast É Apenas Fumaça, del proyecto de periodismo independiente Fumaça, para hablar, junto con el sociólogo Pedro Abrantes, sobre el tema del racismo en la escuela. Unos meses después, fue oradora en la conferencia Perpetuación del Colonialismo: afrodescendientes y el acceso a la enseñanza en la Facultad de Ciencias Sociales y Humanas de la Universidad Nueva de Lisboa, en la que abordó el tema del racismo institucional y sus consecuencias en la carrera de los estudiantes negros.
En 2019 fue organizadora de la conferencia internacional de redes Afroeuropeus: in/visibilidades negras contestadas, en el ISCTE de Lisboa. Ese mismo año fue una de las firmantes del manifiesto de solidaridad, "En la lucha contra el racismo y en la defensa de la democracia", junto con la diputada portuguesa Joacine Katar Moreira además de oradora en la conferencia "Afrodescendientes, racismo y relaciones de poder en la (re)producción del conocimiento escolar", en el centro francés de la Fundación Calouste Gulbenkian, junto a la catedrática portuguesa Lindley Cintra. En 2019 también pasó a formar parte del diario portugués Público.

## Publicaciones
Es coautora de varios artículos científicos publicados, entre los que destaca Drama negro. Racismo, segregación y violencia policial en las afueras de Lisboa. Además, es coautora de varios libros sobre la integración de afrodescendientes e inmigrantes africanos en Portugal.
- 2010 - Imigrantes Idosos: uma nova face da imigração em Portugal, co-autor Fernando Luis Machado. ISBN 978-989-8000-96-5
- 2011 - Vidas Plurais, escrito em parceria com Fernando Luís Machado e Alexandre Silva. ISBN 978-989-671-108-5
- 2016 - Caminhos Escolares de Jovens Africanos (PALOP) que Acedem ao Ensino Superior. ISBN 978-989-685-077-7